# Francis Cotes
Francis Cotes (Londres, 20 de mayo de 1726 – Richmond, Londres, 16 de julio de 1770) fue un pintor inglés, uno de los pioneros de la pintura al pastel inglesa, y miembro fundador de la Royal Academy en 1768. 
Nacido en Londres, era el hijo mayor de Robert Cotes, un boticario (el hermano menor de Francis Samuel Cotes (1734–1818) también se convirtió en un artista, especializándose en la miniatura), y se formó con el retratista George Knapton (1698–1778) antes de instalar su propio negocio en los locales de su padre en Londres, Cork Street — aprendiendo, incidentalmente, mucho sobre química para informar su elaboración de pasteles.
Admiró los dibujos al pastel de Rosalba Carriera, y se concentró en este tipo de obras usando pintura al pastel y tizas, algunas de sus obras fueron conocidas como grabados. Más tarde añadió a su repertorio la pintura al óleo. En 1763, compró una gran casa (más tarde ocupada por George Romney) en Cavendish Square.
Fue uno de los retratistas más de moda en su época. Cotes ayudó a la fundación de la Society of Artists y se convirtió en su director en el año 1765. En la cima de sus capacidades, Cotes fue invitado a convertirse en uno de los primeros miembros de la Royal Academy, pero falleció tan sólo dos años más tarde, a los 44 años de edad, en Richmond.

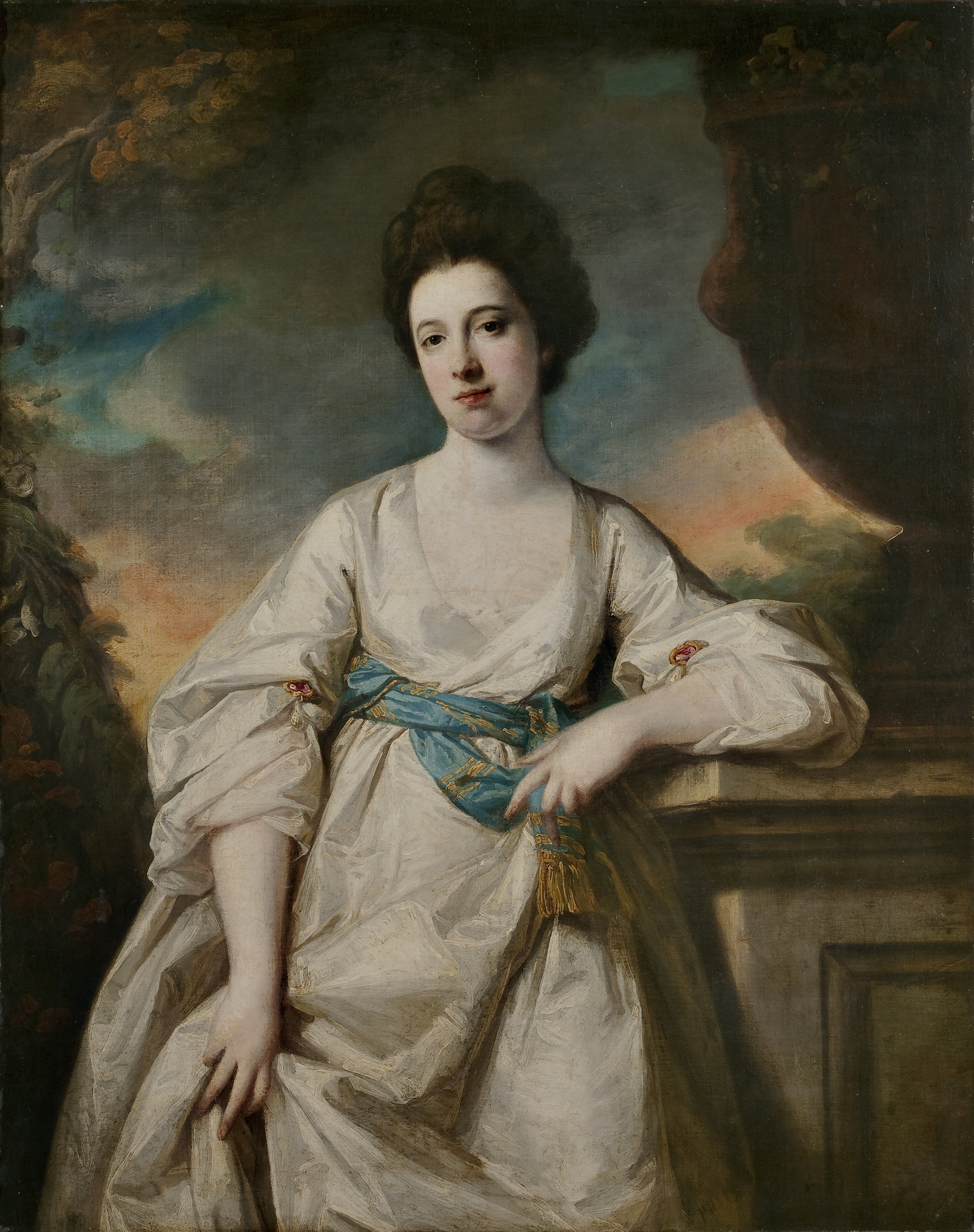
Anne Sawbridge (Museo del Prado).

También enseñó su arte a John Russell, y sus habilidades fueron descritas en el libro de Russell, The Elements of Painting with Crayon («Los elementos de la pintura a la tiza»).